# Russula queletii
Russula queletii, (Elias Magnus Fries, 1872) din încrengătura Basidiomycota în familia Russulaceae și de genul Russula, denumită în popor vinețica lui Quélet, este o  specie de ciuperci destul de grav otrăvitoare care coabitează, fiind un simbiont micoriza (formează micorize pe rădăcinile arborilor). Ea se poate întâlni în România, Basarabia și Bucovina de Nord destul de frecvent în pădurile de conifere în primul rând sub molizi preferat pe sol calcaros, crescând solitară sau în grupuri mici. Apare de la deal la munte, în câmpie mai rar, din iunie până în noiembrie.

## Taxonomie
Numele binomial a fost determinat în onoarea cunoscutului micolog francez Lucien Quélet drept Russula queletii de renumitul savant suedez Elias Magnus Fries, de verificat în volumul 5 al Mémoires de la Société d'Émulation de Montbéliard din 1872, fiind și numele curent valabil (2020). Ceilalți taxoni nu sunt folosiți și astfel neglijabili.

## Descriere

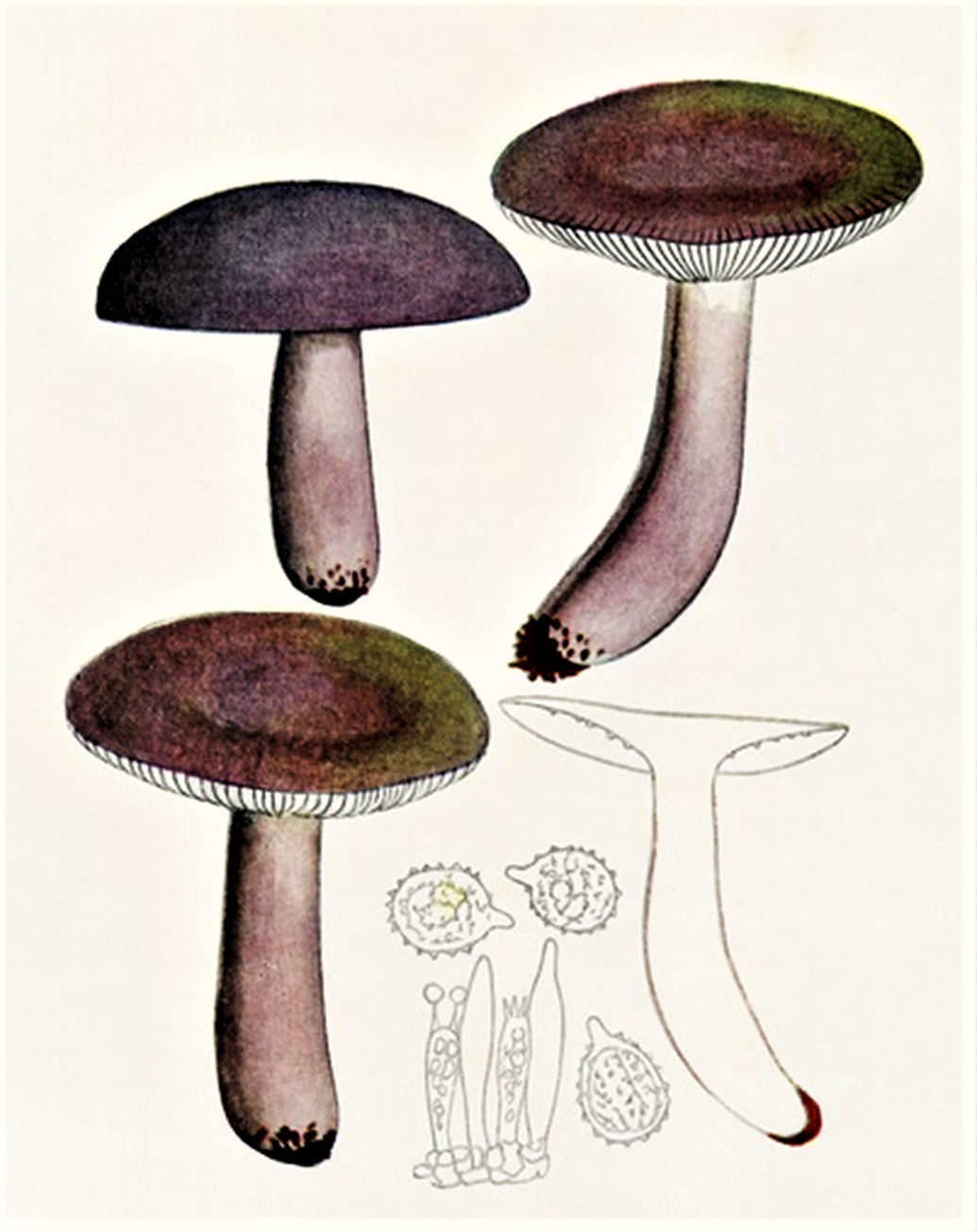
Bres.: Russula queletii

- Pălăria: este de mărime medie pentru ciuperci plin dezvoltate, destul de cărnoasă, cu un diametru de aproximativ 4-10 cm, inițial compactă, semisferică cu marginea răsfrântă spre picior, apoi mai moale, convexă, în sfârșit plată, adâncită, uneori cu un gurgui turtit în centru și cu marginea curbată în sus, câteodată crăpată radial precum, deja de la maturitate, canelată. Cuticula care poate fi cojită pe două treimi, este netedă și mată, dar la umezeală lipicioasă și unsuroasă, rămânând apoi pentru câtva timp lucioasă. Coloritul, în mod normal roz-purpuriu, brun-purpuriu până vinaceu, poate diferi: la bătrânețe sau pe timp ploios se decolorează spre gri-roz, chiar verzui. Prezintă uneori și nuanțe măslinii.
- Lamelele: sunt numai puțin fragile, dese, subțiri și cu timpul din ce în ce mai bulboase, uneori scurt sau lung bifurcate spre margine precum aderente la picior. Coloritul este albicios în tinerețe până crem-gălbui la maturitate, devenind verzui după o leziune.
- Piciorul: are o înălțime de 5-7 cm și o lățime de 1-2 cm, fiind cilindric și ușor subțiat în partea de sus, plin, mai degrabă moale și în vârstă spongios. Coloritul cojii tinde între carmin, roșu-purpuriu și chiar violet cu un aspect aproape metalic, uneori brumat alb-argintiu, pe un fond albicios. La umezeală devine adesea în total gri. Datorită opticii tijei ciuperca se numește în Germania „nas de bețiv” (Säufernase).
- Carnea: este destul de densă în tinerețe, la bătrânețe moale și spongioasă, albicioasă, dar devenind umedă gri, sub cuticulă mereu roz-purpurie până roșu-purpurie. Nu se decolorează după tăiere. Mirosul este fructuos-dulcișor ca un compot de agriș, în special după ce începe să se usuce și gustul extrem de iute.[4][5]
- Caracteristici microscopice: are spori hialini (translucizi), rotunjori cu o picătură de ulei centrală precum cu veruci ascuțiți de până la 1,5 µm lungime dar nereticulați pe exterior cu o mărime de 8-10 x 7-9 microni. Pulberea lor este crem-gălbuie. Basidiile clavate cu preponderent doar 2 sterigme fiecare au o pată supra-hilară amiloidă și măsoară 45-50 x 8-10 microni. Cistidele (elemente sterile situate în stratul himenal sau printre celulele din pielița pălăriei și a piciorului, probabil cu rol de excreție) de 60-70 x 8-12 microni sunt fusiforme și ascuțite spre vârf. Pileocistidele (elemente sterile de pe suprafața pălăriei) de 5-8 (10) µm lățime, mai mult sau mai puțin cilindrice până clavate sau aproape înnodate sunt alungite și adesea apendiculare, unele fiind septate simplu sau dublu. Celulele terminale ale hifelor sunt destul de variabile, cu aproximativ 2-5 µm lățime și mai mult sau mai puțin bulboase ori mamelonare.[7][8]
- Reacții chimice: Cuticula se decolorează cu Hidroxid de potasiu ocru-portocaliu, cu sulfat de fier roșiatic; carnea cu anilină roșu de somon, cu anilină de fenol mai întâi roșu, apoi negru, cu naftolul α încet (în decurs de 5 ore) slab albastru; carnea și lamelele cu fenol brun, cu lactofenol⁠(en)[traduceți] brun-violet cu sulfoformol după 20-30 minute albastru indigo și cu tinctură de Guaiacum albastru-verzui.[9][10]

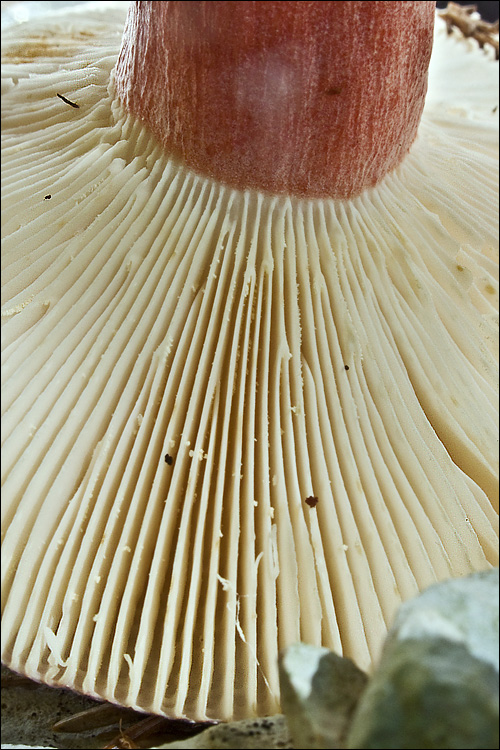
R. queletii, lamele din apropiere
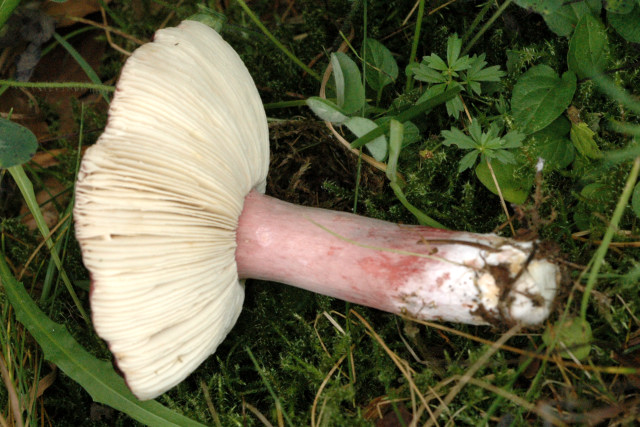
R. queletii, lamele și picior
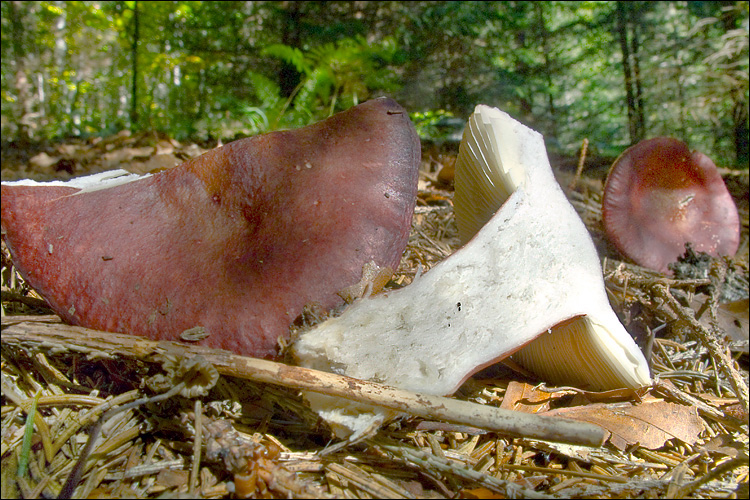
R. queletii, secțiune longitudinală
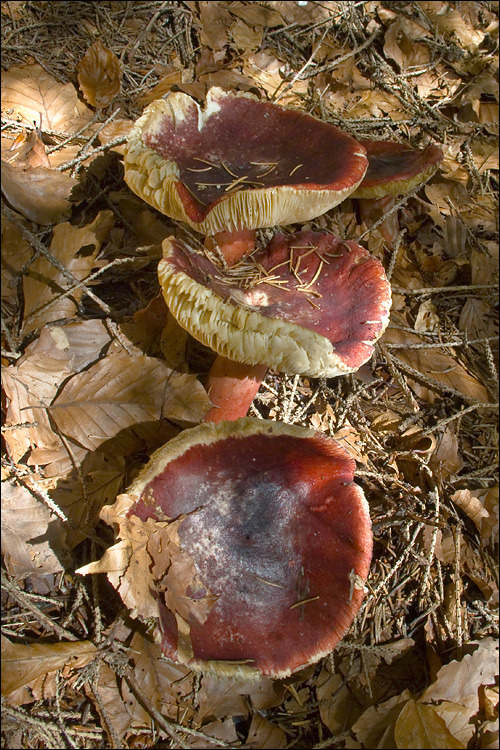
R. queletii bătrâne
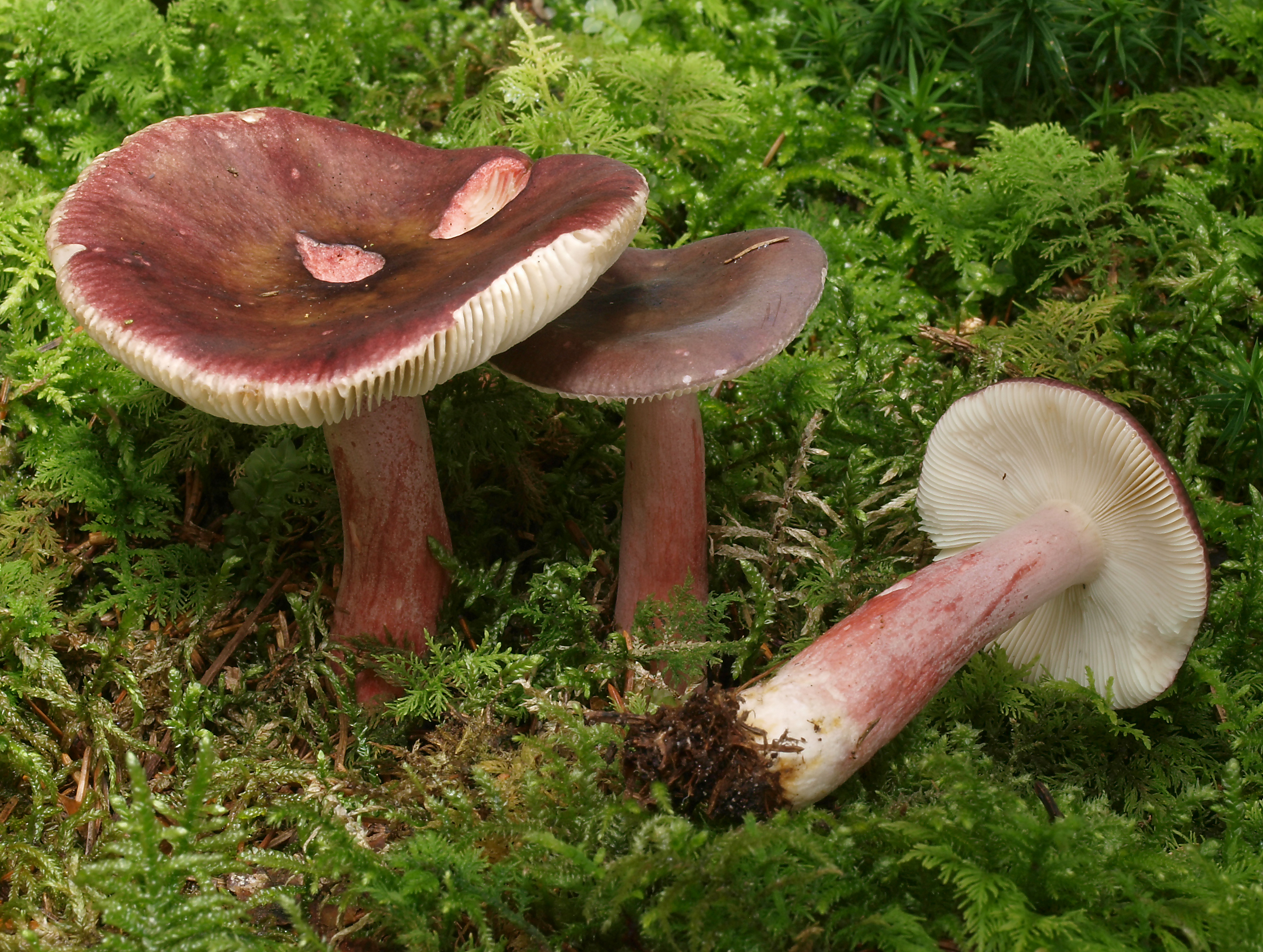
R. queletii mai roșiatice
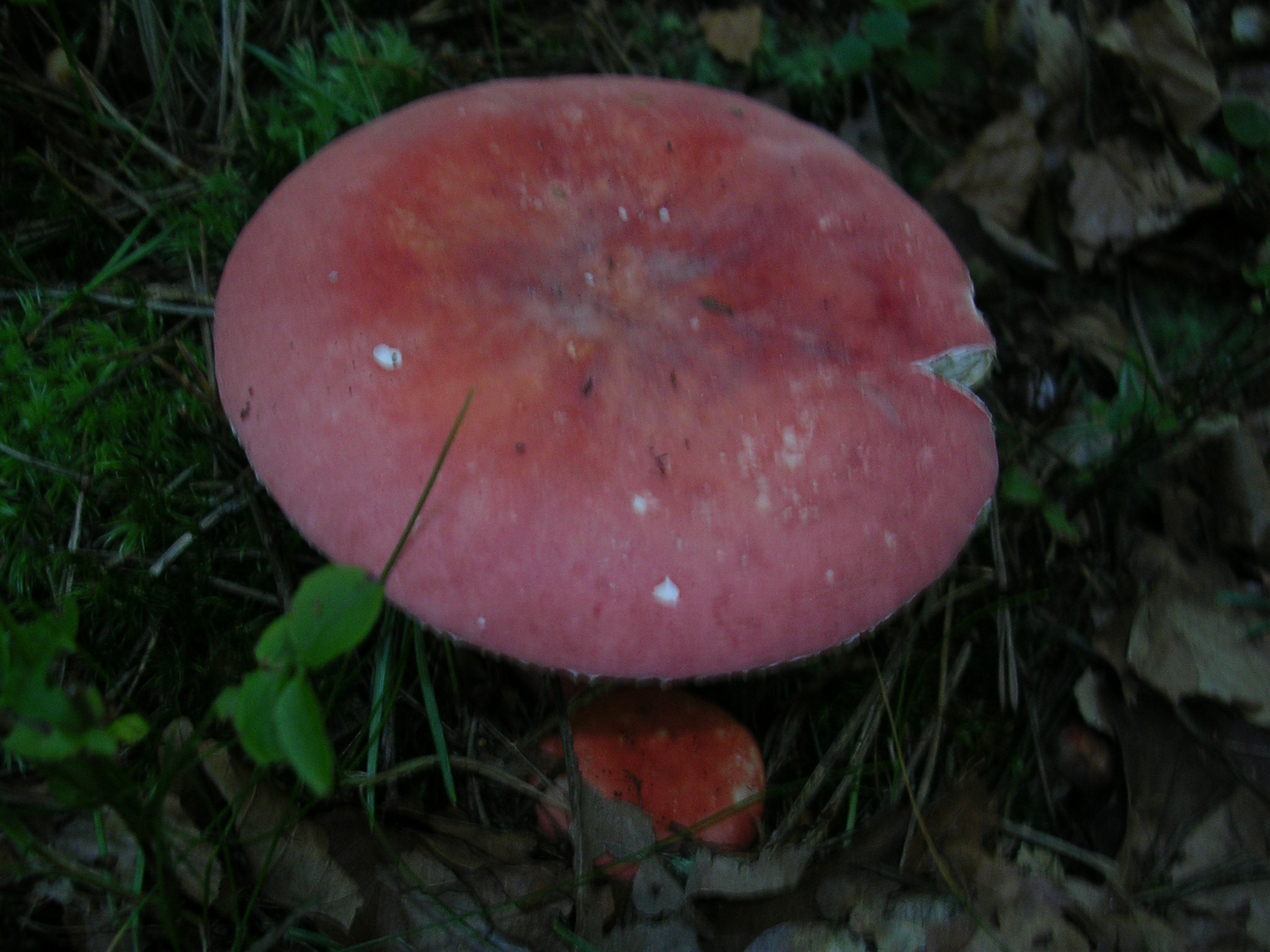
R. queletii cu nuanțe rozalii

## Confuzii
Specia poate fi confundată în primul rând cu ciuperci de același gen cu un picior de asemenea colorat în tonuri roșu-violacee pe exterior ca de exemplu Russula fuscorubroides (necomestibilă, foarte asemănătoare, dar mai robustă cu culori roșu-violacee mai puternice pe cuticulă și pe coaja piciorului, crește și ea sub molizi, destul de iute, miros de mușcată fărâmițată, slab rășinos), Russula sardonia (otrăvitoare, foarte asemănătoare, crește sub pini și prin turbării, foarte iute, miros fructuos), Russula torulosa (necomestibilă, cu aspect foarte asemănător, dar mai compactă, cu cuticula mereu lucioasă până unsuroasă, stă în simbioză exclusiv cu pinii de pădure, numai slab iute, miros de mere frecate) sau comestibilele Russula alutacea, Russula cyanoxantha și Russula xerampelina. Dar, dacă nu se dea seama de culoarea piciorului, mai departe cu Russula atropurpurea (comestibilă), Russula betularum (toxică), Russula decipiens (necomestibilă, rară, intră în simbioză doar cu specii de foioase, anume carpeni, fagi și stejari, carne gri-albicioasă, iute, miros slab fructuos), Russula integra (comestibilă), Russula lilacea sin. Russula carnicolor (comestibilă), Russula nigricans (comestibilă), Russula nobilis (otrăvitoare), Russula rubra (necomestibilă), respectiv Russula violacea (comestibilă).

## Specii asemănătoare în imagini

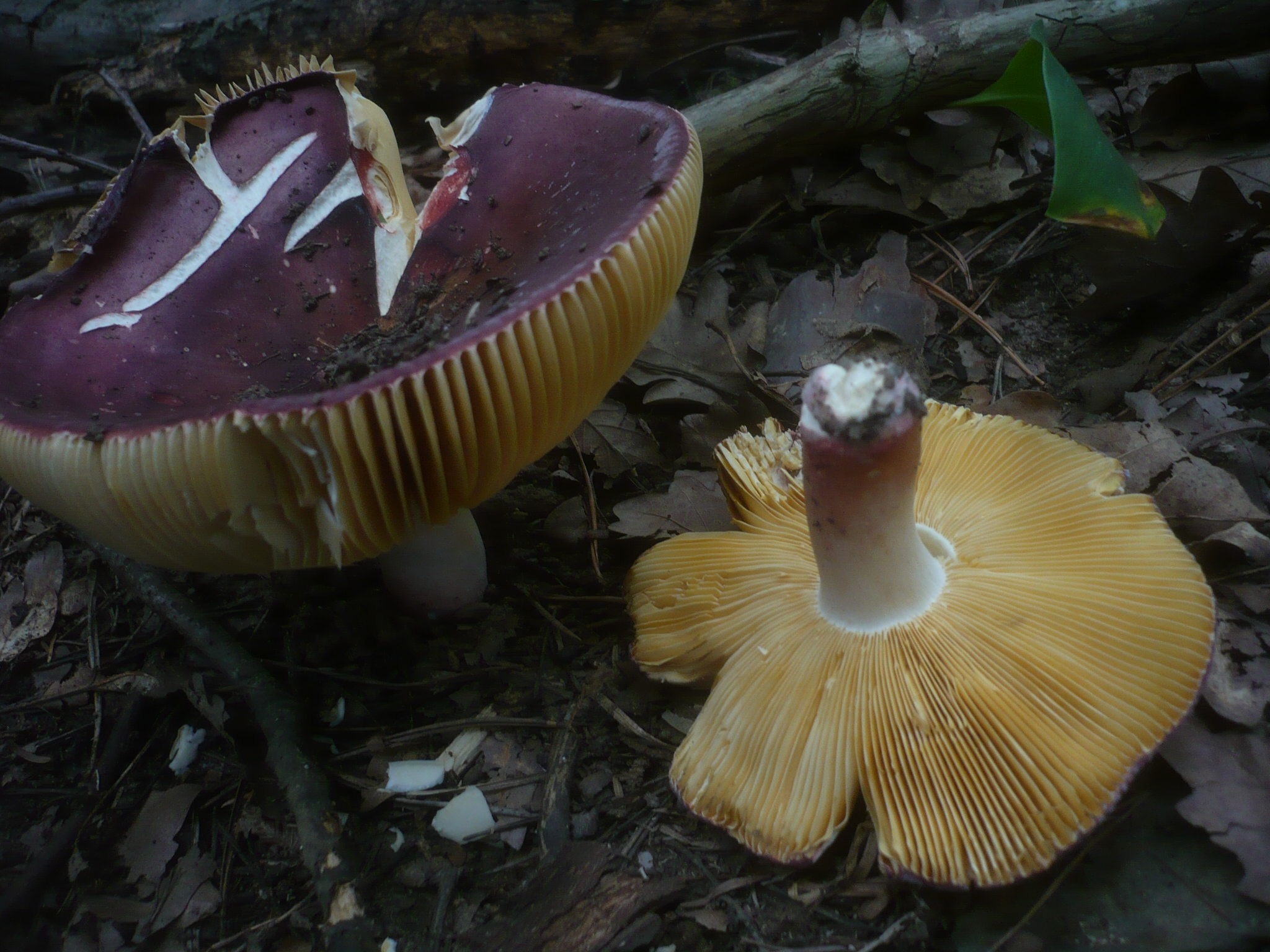
Russula alutacea
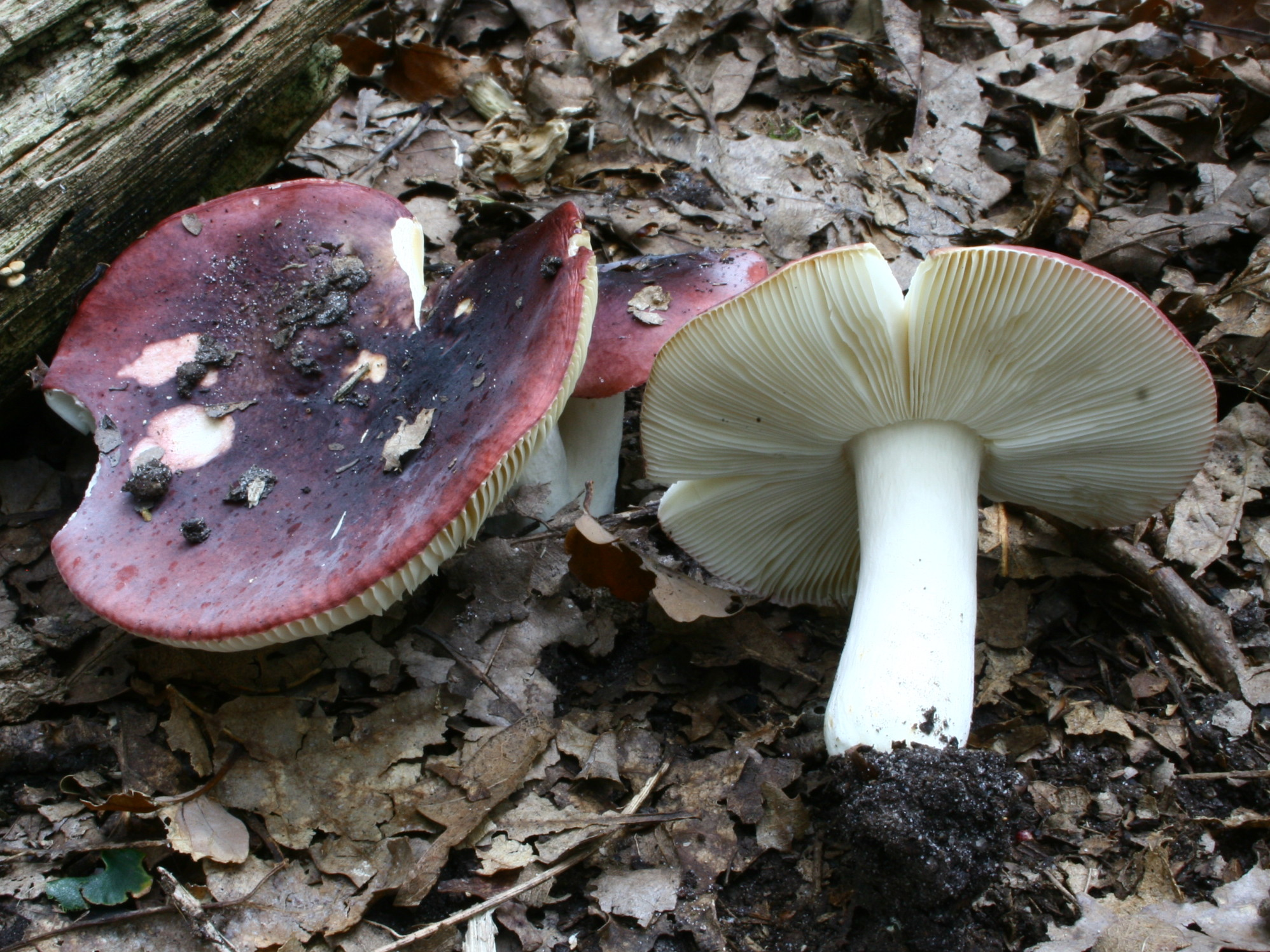
Russula atropurpurea
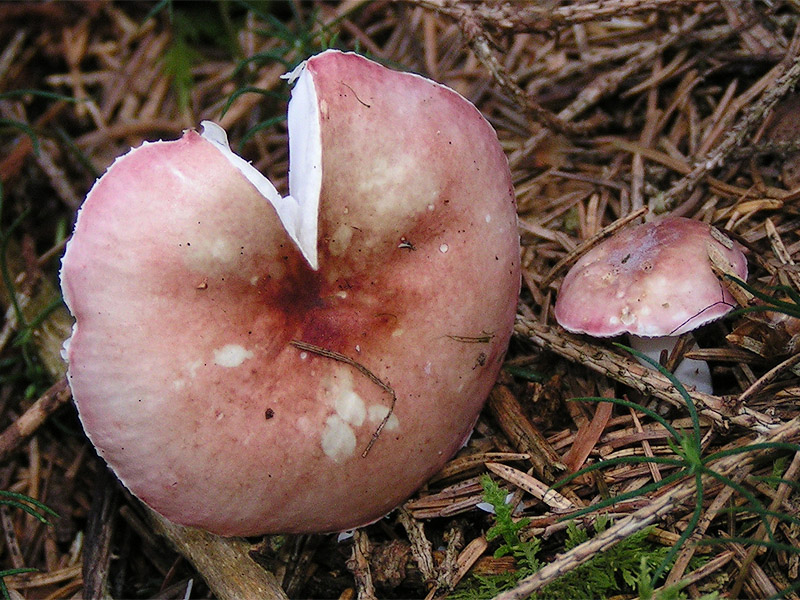
!!Russula betularum!!
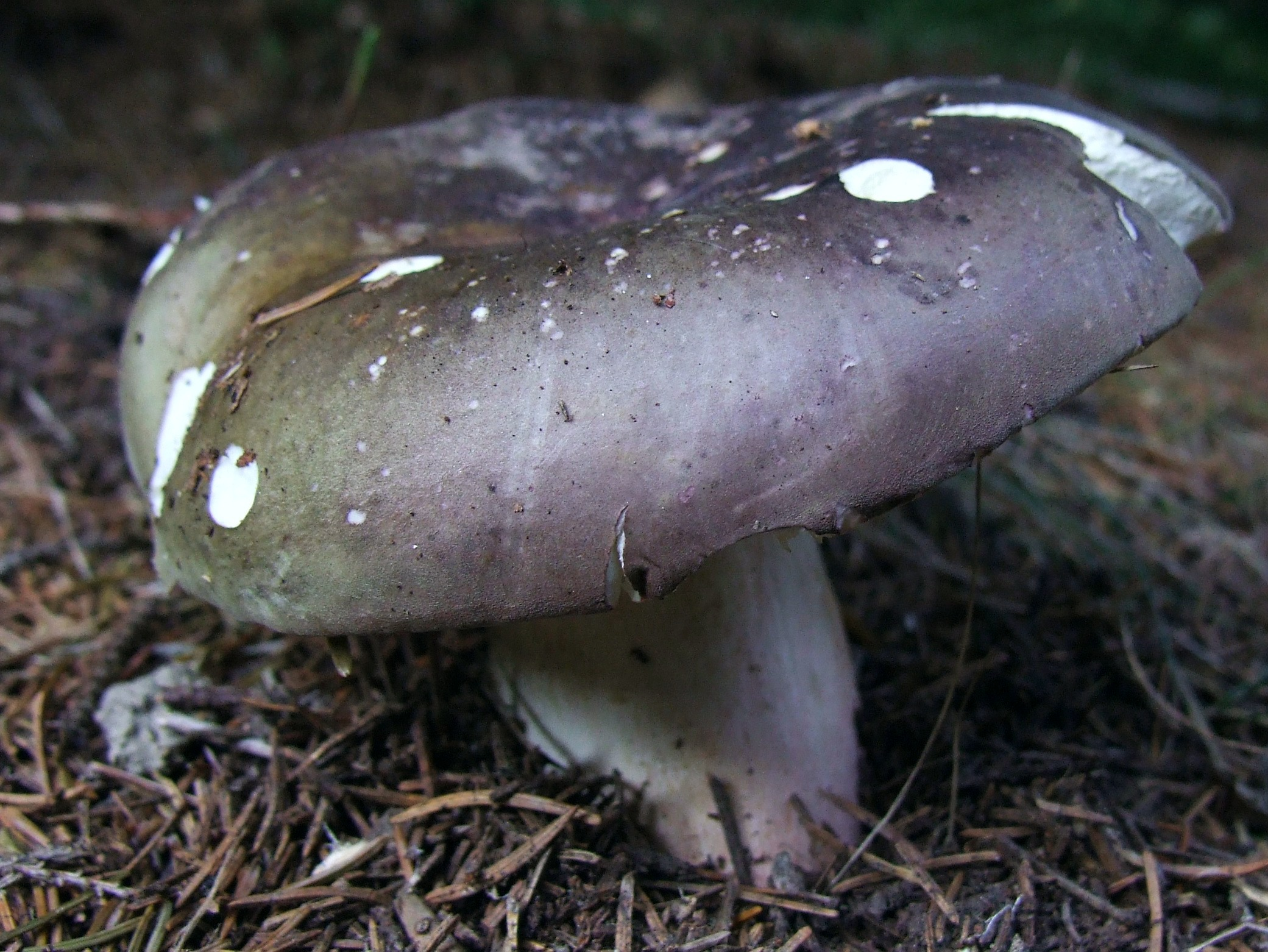
Russula cyanoxantha
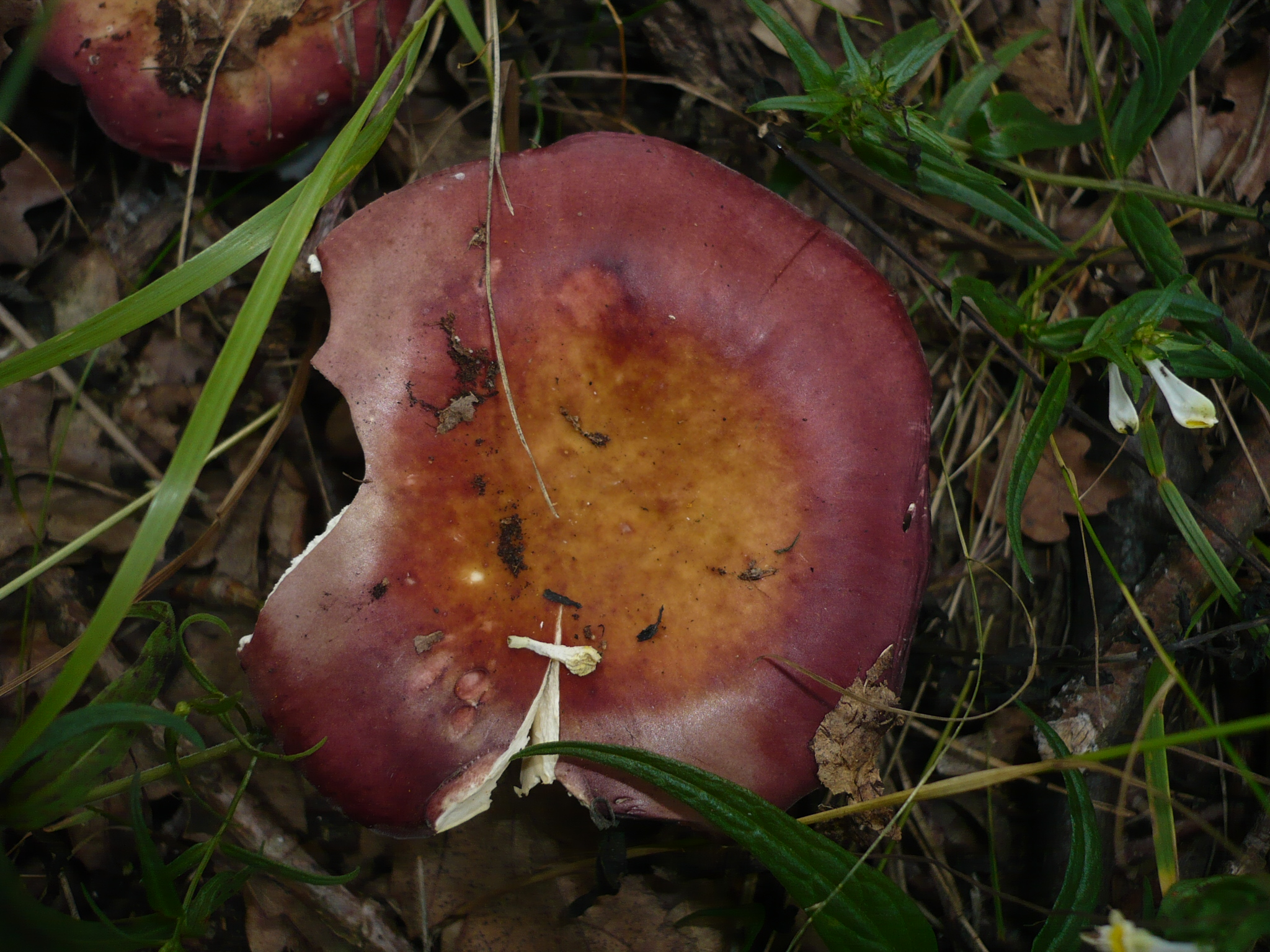
!Russula decipiens!
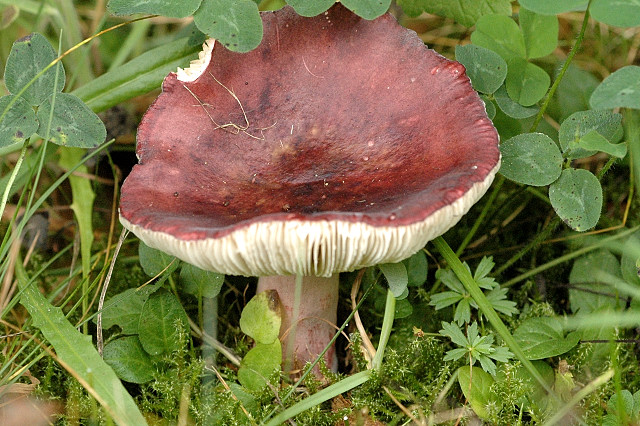
!Russula.fuscorubroides!
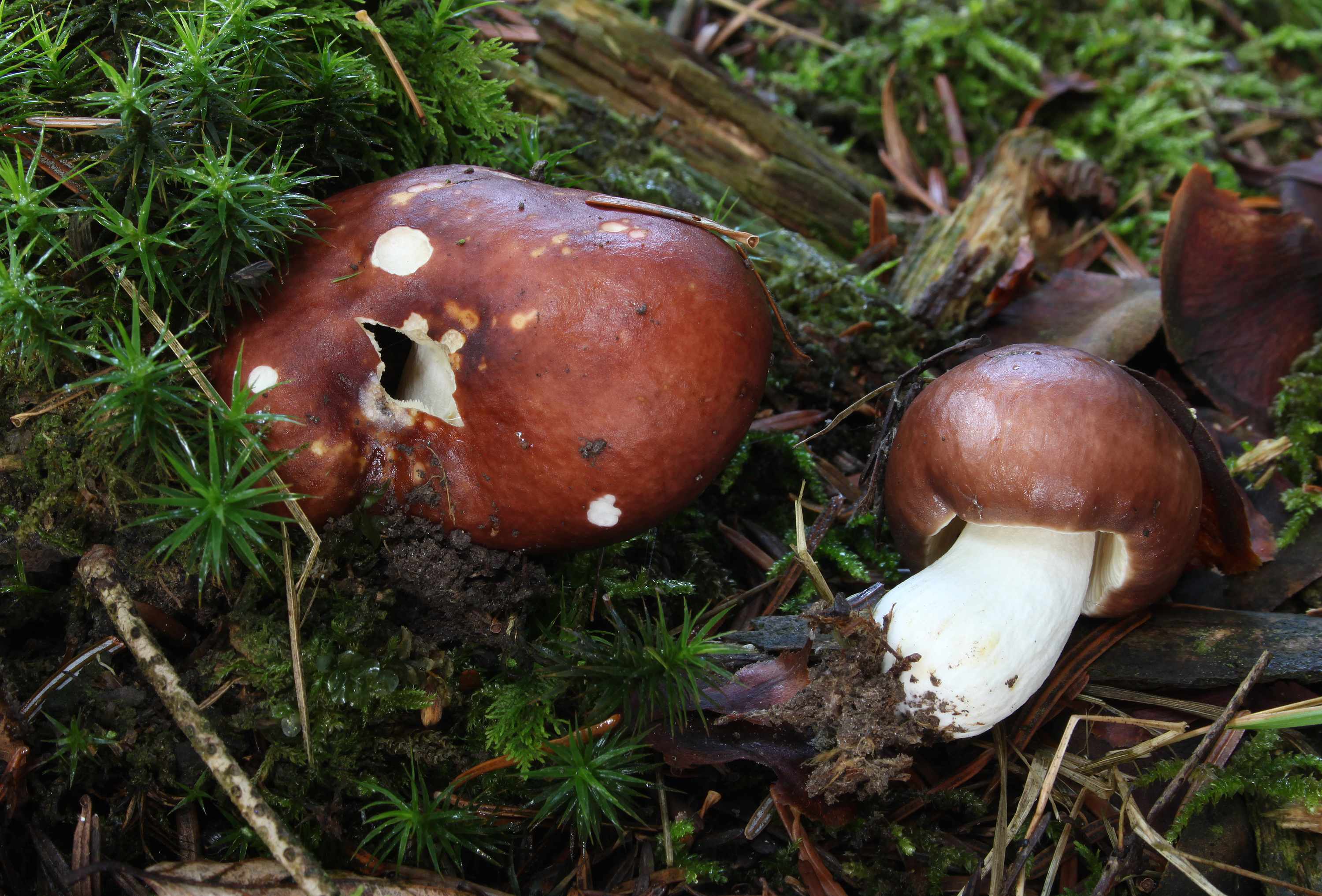
Russula integra
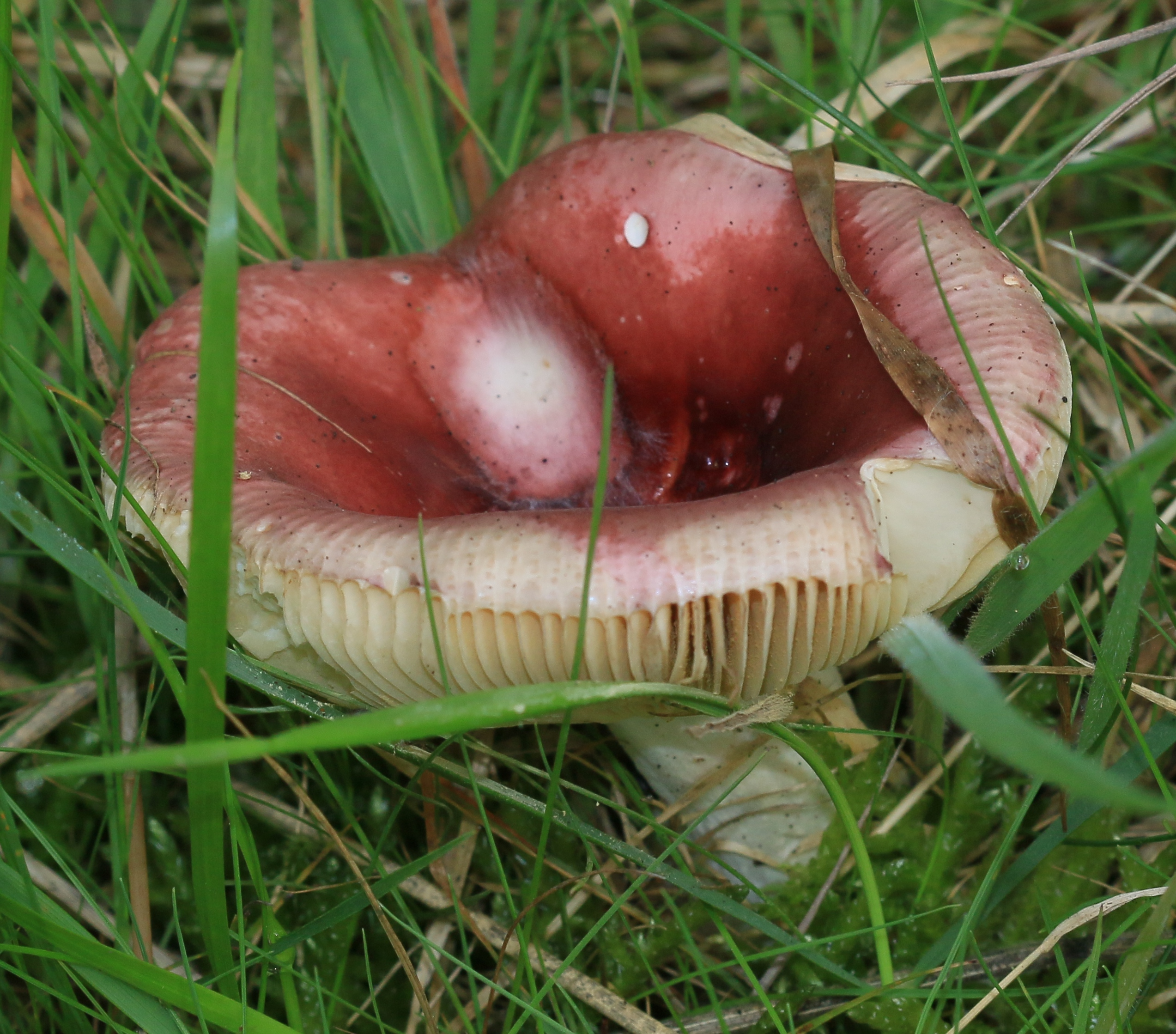
Russula lilacea
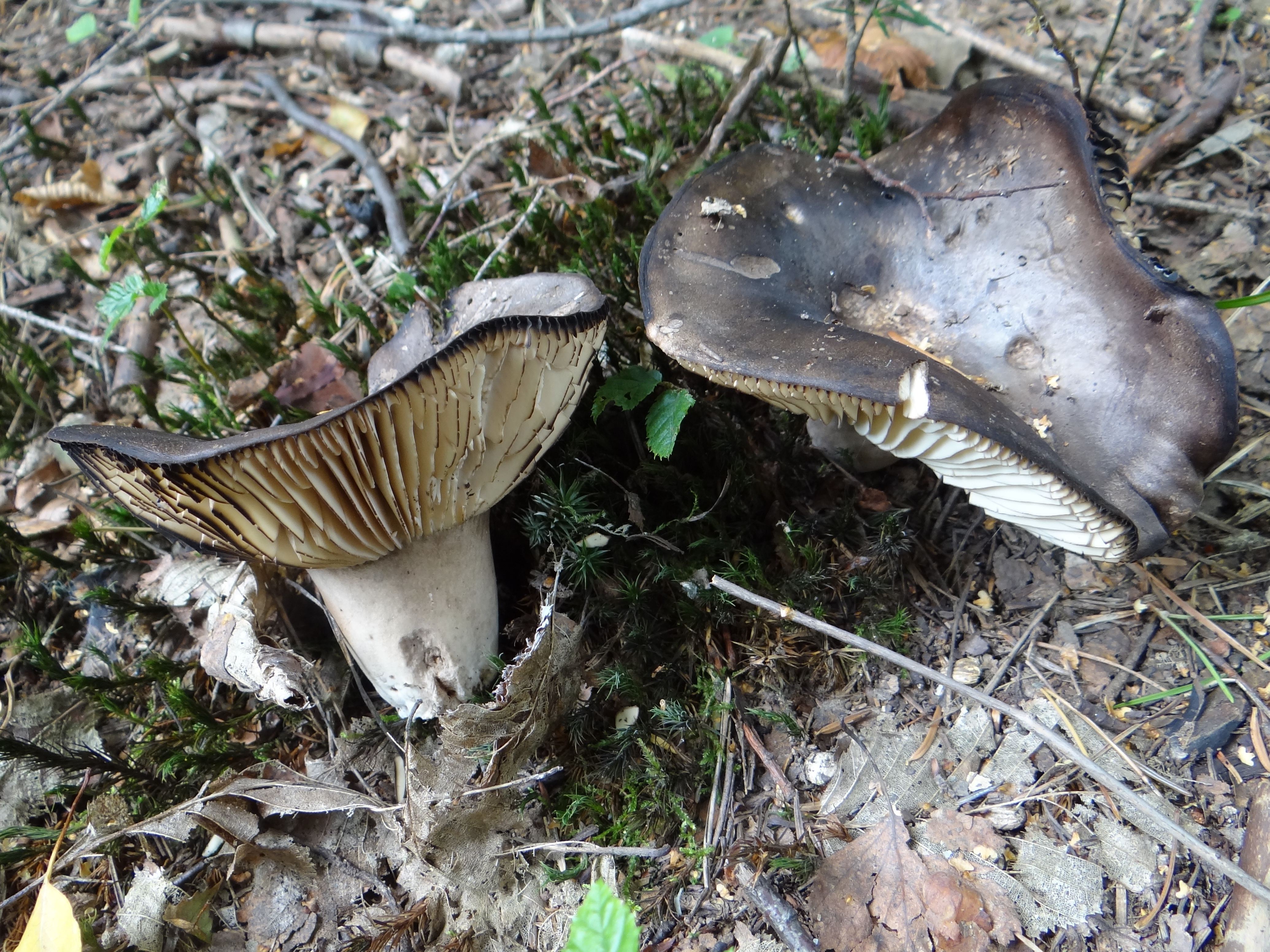
Russula nigricans

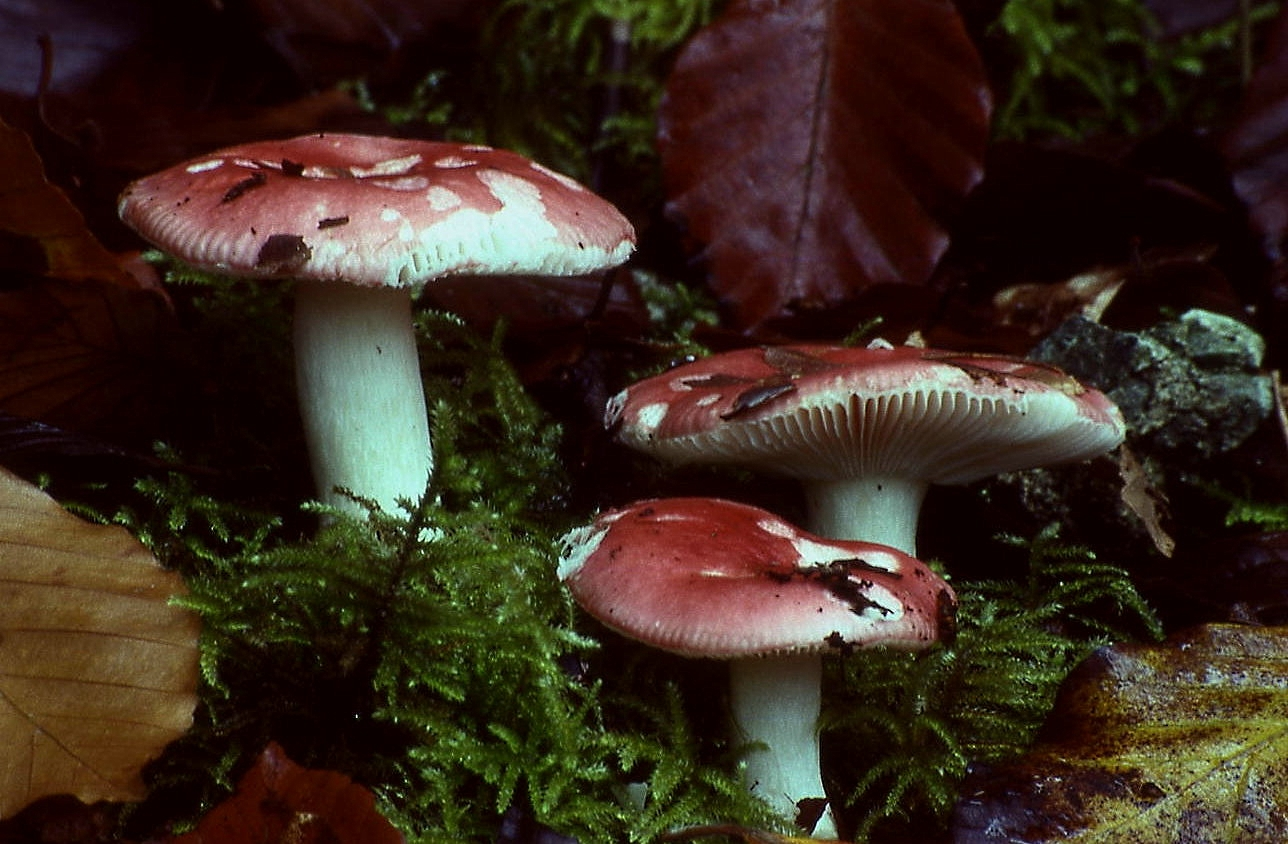
!!Russula nobilis!!
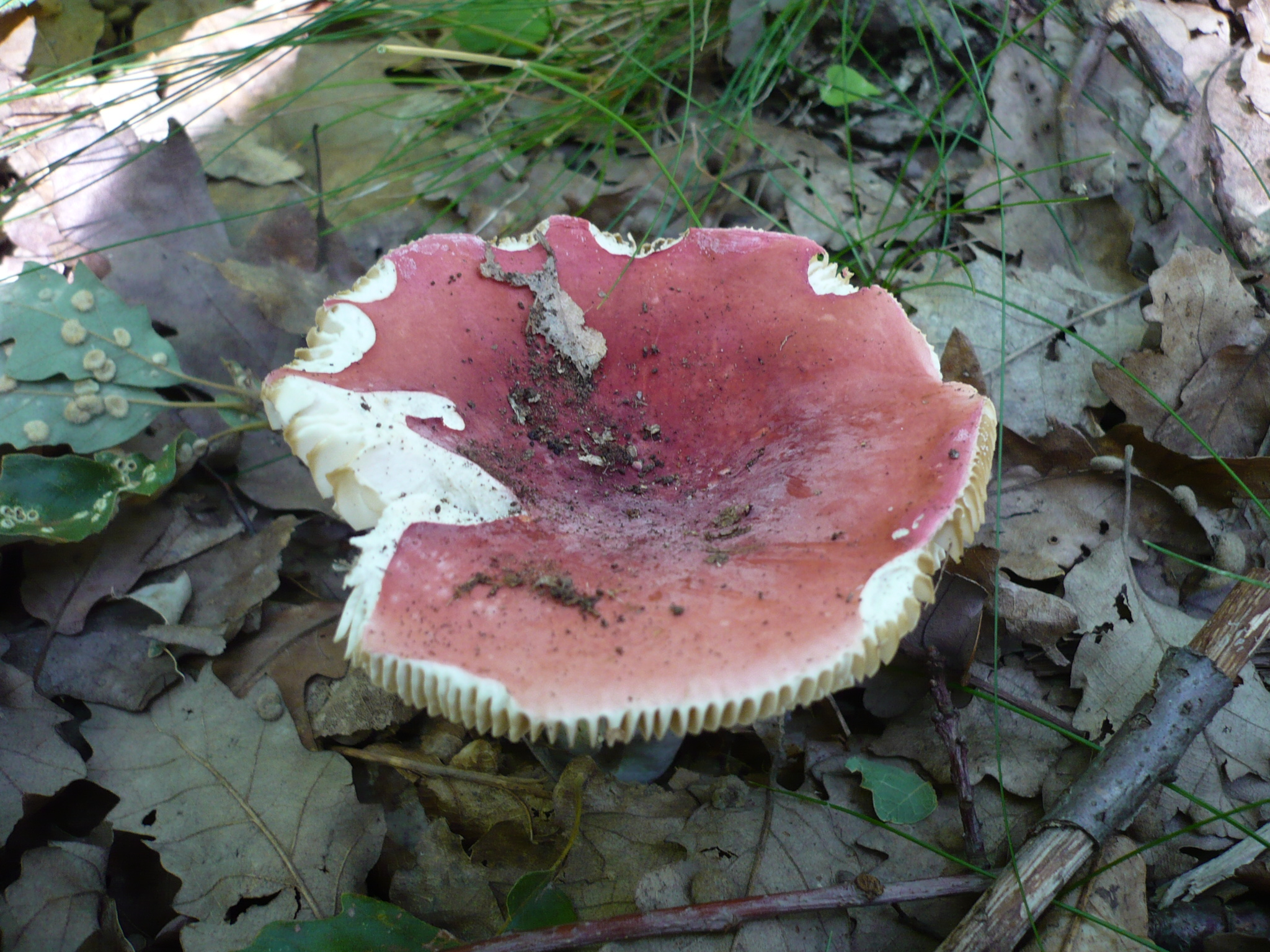
!Russula rubra!
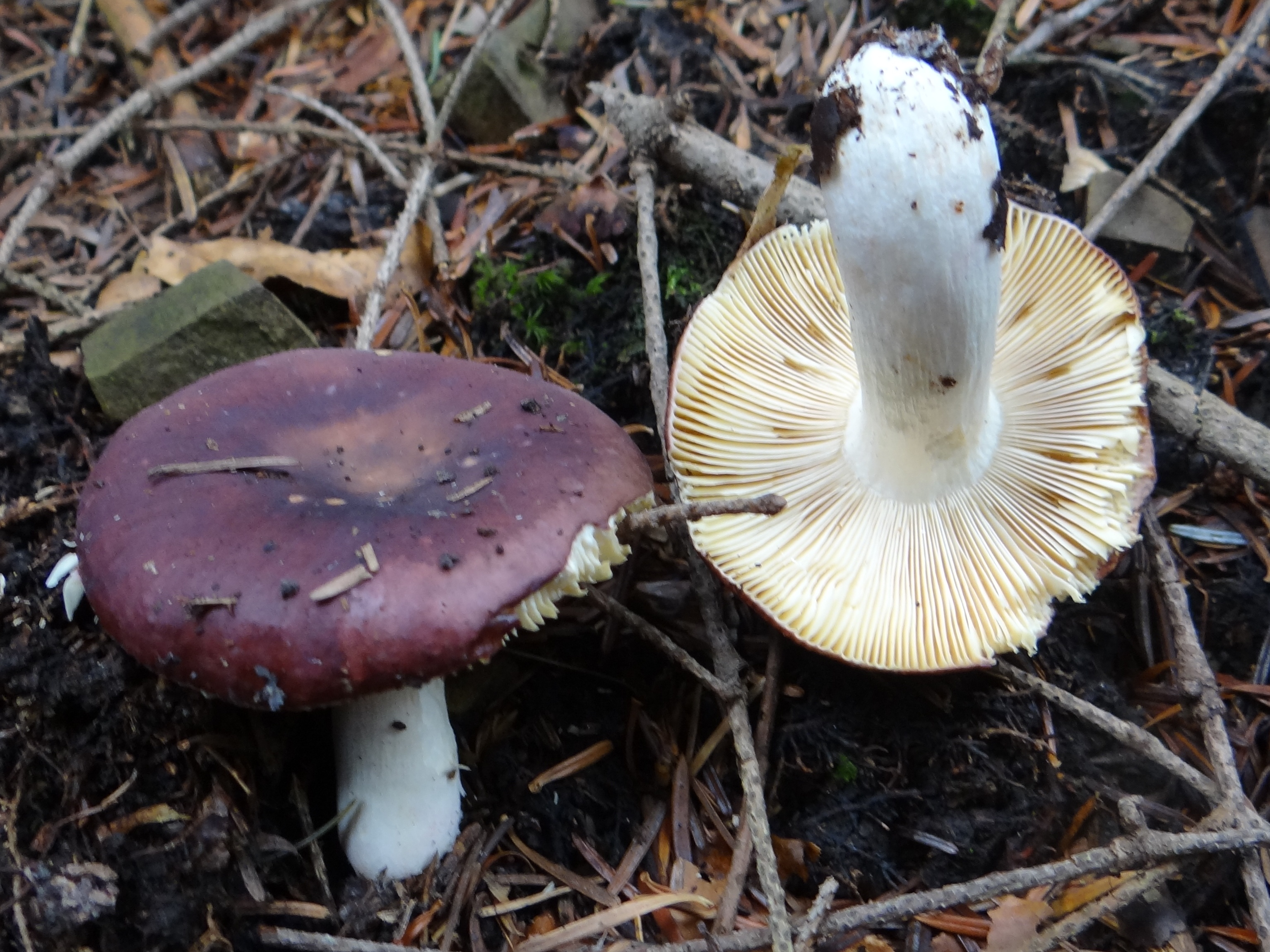
!!Russula sardonia!!
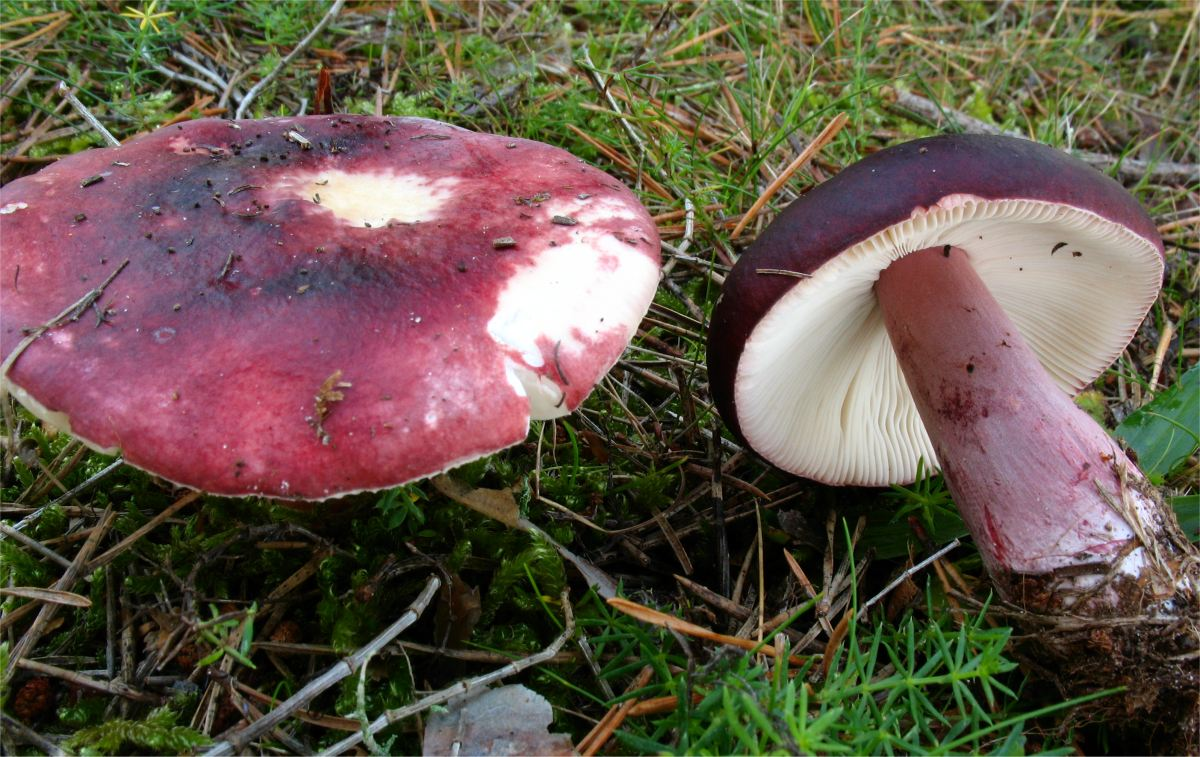
!Russula torulosa!
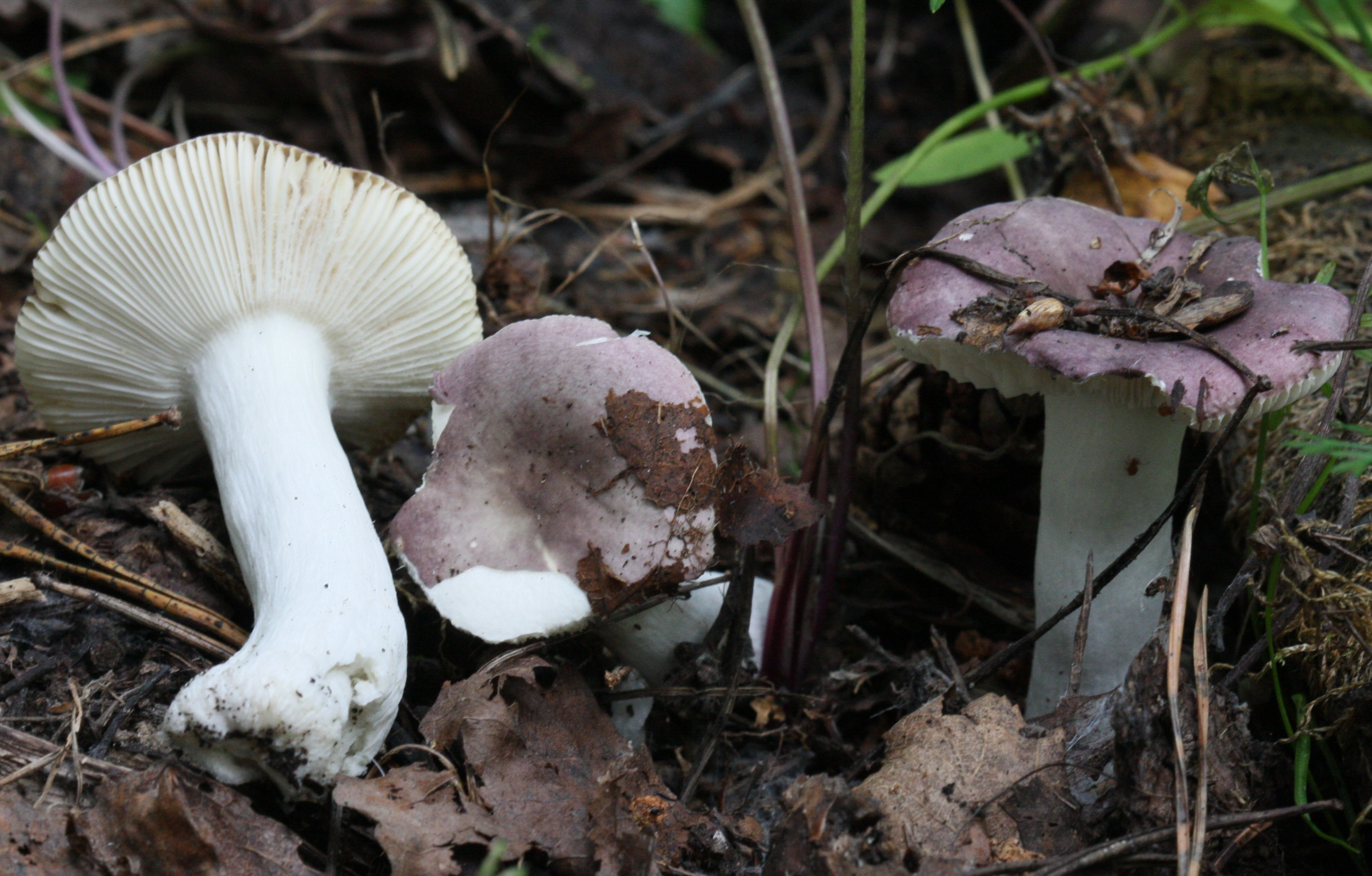
Russula violacea
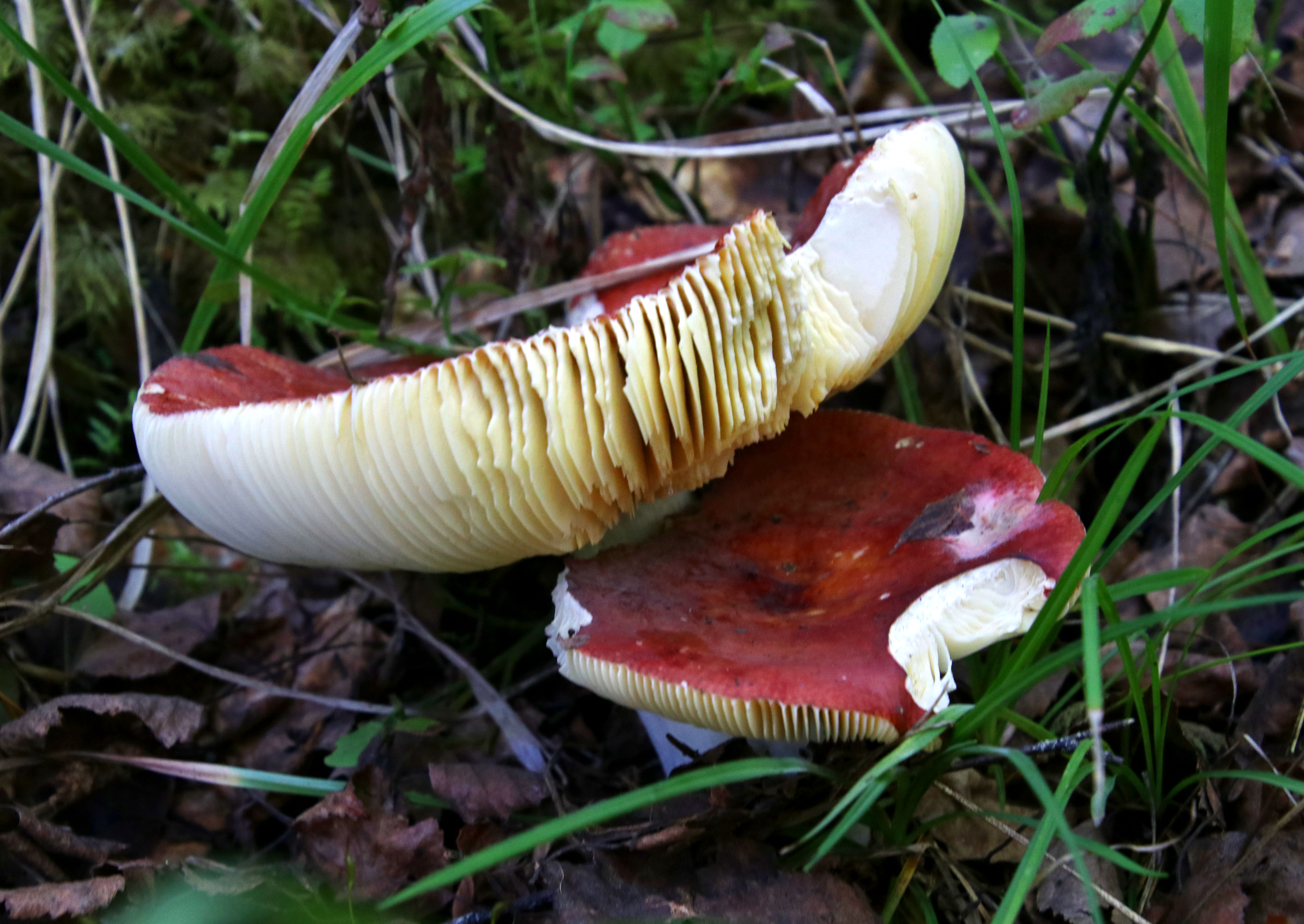
Russula xerampelina

## Valorificare
Toxicologia acestei ciuperci destul de otrăvitoare nu se poate descrie exact, fiind cuprinsă sub termenul sindrom resinoidian, conținând crustulinol (C30H50O6). Nu este posibil de a detoxifica-o prin fierbere, uscare sau sărare cum se poate citi câteodată. Foarte periculos este consumul crud pentru a dovedi de exemplu cuiva suportarea iuțimii. După un contact buretele poate cauza bășici pe buze. Pentru intoxicare ajung doze mici. Provoacă stări de greață și vărsături, probleme acute și severe la nivel gastrointestinal cu crampe și diaree  puternice. Pentru a atenua tulburările se recomandă băut de lapte rece și comprese calde la nivelul abdomenului. Uneori se prezentă dificultăți respiratorii care sunt periculoase pentru bolnavii de plămâni, dar nu atacă ficatul și rinichii.